# The New Adventures of Winnie the Pooh
The New Adventures of Winnie the Pooh (As Novas Aventuras do Ursinho Puff (português brasileiro) ou As Novas Aventuras de Winnie the Pooh (português europeu)) é uma série animada de televisão feita nos Estados Unidos e exibida pelo Disney Channel até recentemente. Tem como personagens o simpático Ursinho Puff e seus amigos, vivendo suas aventuras no Bosque dos 100 Acres. A série se estreou de aires a as 8:30 a.m. ET/PT tempo em 28 de Janeiro de 1988 nos canais Disney Channel e ABC quadra nos Estados Unidos.
A série é composta de 50 episódios, contendo 82 histórias. Muitos deles já foram lançados em VHSs e DVDs. Alguns episódios também são relembrados pelos personagens em filmes, como no caso do filme Winnie the Pooh: Seasons of Giving, que inclui os episódios Groundpiglet Day, Find Her, Keep Her e A Winnie the Pooh Thanksgiving.
No Brasil, a estreia da série ocorreu em 1990 pelo SBT, quando era originalmente exibido nas manhãs de domingo da emissora, sendo apresentado também, na mesma época, pelo Festolândia (apresentado por Eliana), em 1992. Também já foi exibido na Sessão Desenho em 1995, apresentado na época pela Vovó Mafalda (Valentino Guzzo). Mais tarde, entre 2000 e 2002, a série volta a ser exibida na emissora, desta vez nos programas Bom Dia e Cia (apresentado por Jackeline Petkovic) e Sábado Animado. Foi também apresentado na TV paga pelo extinto Disney Weekend, entre 1997 e 2001, e, futuramente, no Disney Channel. Nos primórdios do canal, entre 2001 e 2002, era exibido todas as manhãs do canal, de segunda a sexta, junto com outros desenhos da grade. Logo depois, em 2005, começou a ser exibido no bloco Playhouse Disney, ficando até 2006. Sua última exibição na TV brasileira ocorreu no começo da década de 2010, dentro do bloco Club Disney, da Claro TV (antiga Via Embratel). A dublagem brasileira ficou por conta da Herbert Richers (na 1ª e 2ª temporada) e Double Sound (na 3ª e 4ª temporada), mas também foi feita uma dublagem no estúdio S&C Produções Artísticas-SP, quando o desenho teve lançamentos em VHS pela Abril Vídeo entre 1990 e 1992 (durante a exibição no SBT), mantendo a tradução dos nomes dos personagens no longa-metragem Puff, o Ursinho Guloso.
Em Portugal, estreou em 1999 na RTP1 nas manhãs de segunda à sexta-feira. Mais tarde, foi transmitido no Disney Channel entre 2001 e 2005.

## Elenco
| Elenco                                              | Elenco                                       | Elenco | Elenco                                    | Elenco           |
| Personagem                                          | Dublagem EUA                                 | Dublagem BRA | Dublagem JAP                              | Dobragem PORT    |
| --------------------------------------------------- | -------------------------------------------- | --- | ----------------------------------------- | ---------------- |
| Winnie the Pooh / Ursinho Puff                      | Jim Cummings                                 | Geraldo Alves (Herbert Richers), Marcelo Coutinho (Double Sound) e Orlando Viggiani (S&C São Paulo)                             | Yō Yoshimura e Shun Yashiro               | Paulo B.         |
| Piglet / Leitão / Bacorinho (VHS)                   | John Fiedler                                 | Oberdan Júnior (Herbert Richers e Double Sound) e Angélica Santos (S&C São Paulo)                                               | Kiyoshi Komiyama                          | André Maia       |
| Rabbit / Abel / Coelho (VHS)                        | Ken Sansom                                   | Jomeri Pozzoli (Herbert Richers), Miguel Rosenberg (Double Sound) e Nelson Batista (S&C São Paulo)                              | Kei Tomiyama e Naoki Tatsuta              | Octávio de Matos |
| Tigger / Tigrão / Tigre (VHS)                       | Paul Winchell, depois Jim Cummings           | André Luiz Chapéu (Herbert Richers), Isaac Bardavid (Double Sound) e Luiz Carlos de Moraes (S&C São Paulo)                      | Tesshō Genda                              | Carlos Freixo    |
| Christopher Robin / Cristóvão / Paulo Roberto (VHS) | Timothy Hoskins, depois Edan Gross           | Peterson Adriano (Herbert Richers) e Caio César (Double Sound)                                                                  | Daisuke Ōtomo, Yū Hayashi e Kanari Shinao | Romeu Vala       |
| Gopher / Roque-Roque / Marmota (VHS)                | Michael Gough                                | Marco Antônio Costa (Herbert Richers e Double Sound) e Valter Santos (S&C São Paulo)                                            | Mahito Tsujimura                          | Rui Paulo        |
| Eeyore / Bisonho / Quiasno (VHS)                    | Peter Cullen                                 | Luiz Brandão (Herbert Richers e Double Sound) e Mário Jorge Montini (S&C São Paulo)                                             | Tarō Ishida                               | Luís Mascarenhas |
| Owl / Corujão / Coruja (VHS)                        | Hal Smith                                    | Amaury Costa (Herbert Richers), Orlando Drummond (Double Sound) e Hélio Vaccari (S&C São Paulo)                                 | Toshiya Ueda                              | António Montez   |
| Roo / Guru                                          | Nicholas Melody                              | Adriana Torres (Herbert Richers), Ana Lúcia Menezes (Double Sound) e Noeli Santisteban (S&C São Paulo)                          | Atsushi Yamaguchi e Kyohei Tanaka         | Joana Freixo     |
| Kanga / Can                                         | Patricia Parris, creditada como Patty Parris | Maria Helena Pader (Herbert Richers), Selma Lopes (Double Sound) e Neuza Azevedo (S&C São Paulo)                                | Tomie Kataoka                             | Isabel Ribas     |
| Kessie                                              | Laura Mooney                                 | Christiane Monteiro (Herbert Richers e Double Sound)                                                                            |                                           |                  |
| Narrador                                            | Sebastian Cabot                              | Ricardo Marianno Dublasievicz (Herbert Richers), Carlos Gesteira (Double Sound) e Jorge Barcellos/Hélio Vaccari (S&C São Paulo) | Shin Aomori                               | Pedro Pinheiro   |

## Episódios especiais
1. Winnie the Pooh and Christmas Too (Natal)
2. Boo! To You Too! Winnie the Pooh (Halloween)
3. A Winnie the Pooh Thanksgiving (Dia de Ação de Graças)